# Bothropolys ogurii
Bothropolys ogurii är en mångfotingart som beskrevs av Miyosi 1955. Bothropolys ogurii ingår i släktet Bothropolys och familjen stenkrypare. Inga underarter finns listade i Catalogue of Life.